# Siriporn Ampaipong
Siriporn Ampaipong (thai nyelven ศิริพร อำไพพงษ์), születési nevén Sirima Amkhen (thaiul: ศิริมา อำเคน; 1964. december 7.) thai énekes.

## Diszkográfia
1. 1992 - Bow Rak Si Dam (โบว์รักสีดำ)
2. 2000 - Parin Ya Jai (ปริญญาใจ)
3. 2001 - Phuea Mae Phae Bor Dai (เพื่แม่แพ้บ่ได้)
4. 2012 - Satree Mai Lek Nueng (สตรีหมายเลขหนึ่ง)